# Comité para la Liberación de los Pueblos de Rusia
El Comité para la Liberación de los Pueblos de Rusia (en ruso: Комитет освобождения народов России, Komitet osvobozhdeniya narodov Rossii, abreviado en ruso: КОНР, KONR) era un comité compuesto por colaboradores nazis militares y civiles rusos procedentes de la Unión Soviética. Fue fundado por la Alemania nazi el 14 de noviembre de 1944 en Praga, en el Protectorado de Bohemia y Moravia (elegida a propósito porque era una ciudad eslava que todavía estaba bajo el control del Eje).

## Objetivos
Los objetivos del comité se plasmaron en un documento conocido como Manifiesto de Praga. Los catorce puntos del manifiesto garantizaban la libertad de expresión, prensa, religión y reunión, así como el derecho a la autodeterminación de cualquier grupo étnico que viviera en territorios pertenecientes a Rusia. El Manifiesto de Praga no contenía ninguna retórica antisemita explícita o de otro tipo de inspiración racial, lo que provocó un conflicto con muchos propagandistas nazis. Sin embargo, las críticas dirigidas a los aliados occidentales (específicamente a EE. UU. y Reino Unido) se incluyeron en el preámbulo del manifiesto. El presidente del comité era el general Andréi Vlásov, que también comandaba el Ejército Ruso de Liberación. El comité fue visto como el brazo político del Ejército Ruso de Liberación, aunque también unió a varias fuerzas ucranianas y otras fuerzas étnicas que eran antisoviéticas.
Después de la rendición de Alemania a los Aliados, el comité dejó de existir. Durante el período inmediatamente posterior a la guerra, surgieron varias organizaciones nuevas que tenían la intención de continuar el objetivo del comité de luchar contra el comunismo (es decir, la Unión de la Bandera de San Andrés; el Comité de Vlasovitas Unidos; la Unión para la Lucha por la Liberación de los Pueblos de Rusia), iniciado por veteranos del comité y el Ejército Ruso de Liberación que lograron escapar de la repatriación forzada a la Unión Soviética. Dos últimas organizaciones participaron en los esfuerzos liderados por Estados Unidos para formar una plataforma antisoviética unida de emigrados soviéticos.
En los Estados Unidos, una organización con un nombre similar dirigida por la CIA, el Comité Estadounidense para la Liberación de los Pueblos de Rusia, se fundó a fines de la década de 1940 y se hizo conocida por su emisora de propaganda Radio Liberty, dirigida por la Agencia Central de Inteligencia y luego financiado por el Congreso de los Estados Unidos. Operaba desde Múnich, en Alemania Occidental.

## Galería

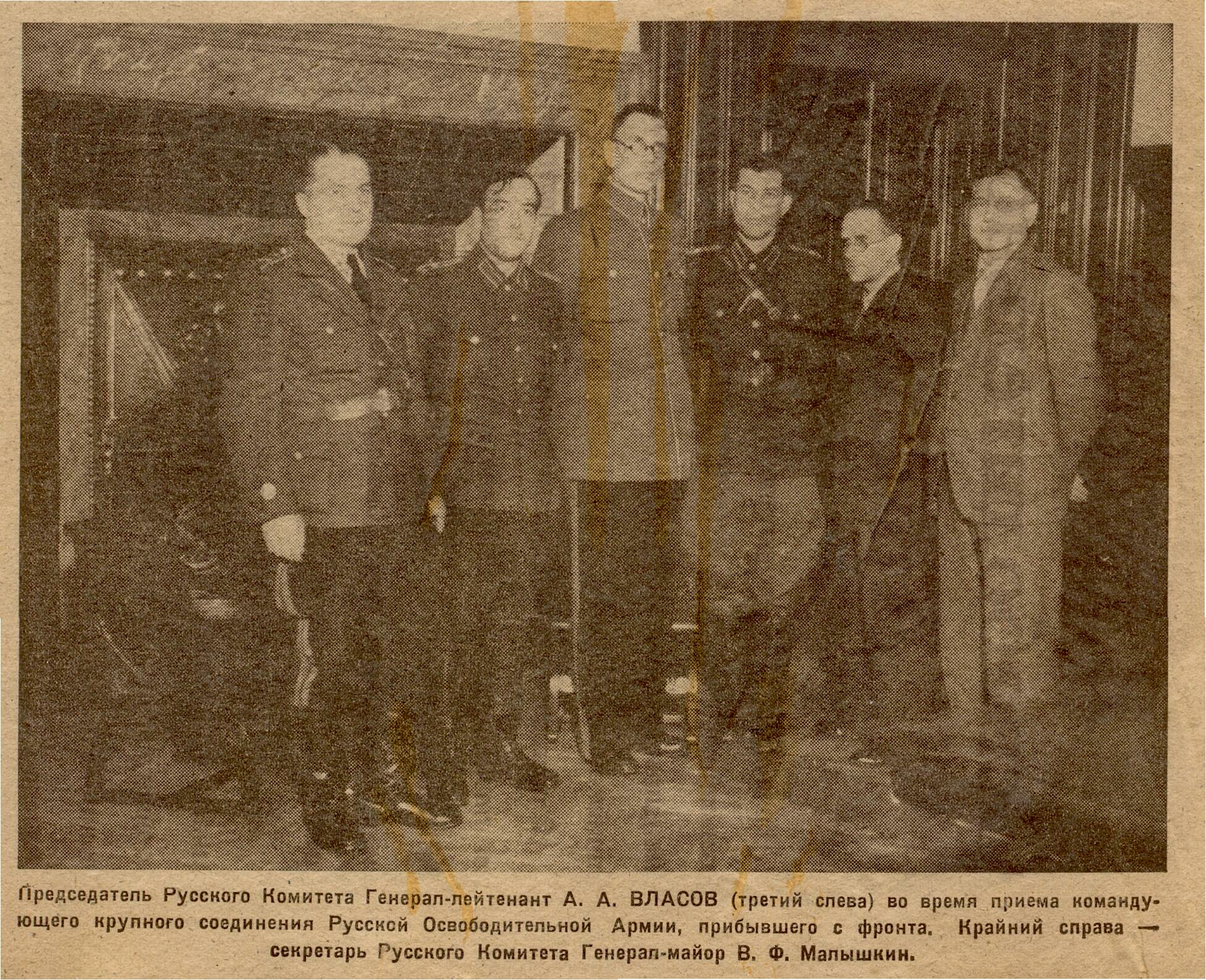
Folleto de los líderes del Ejército Ruso de Liberación en 1942.
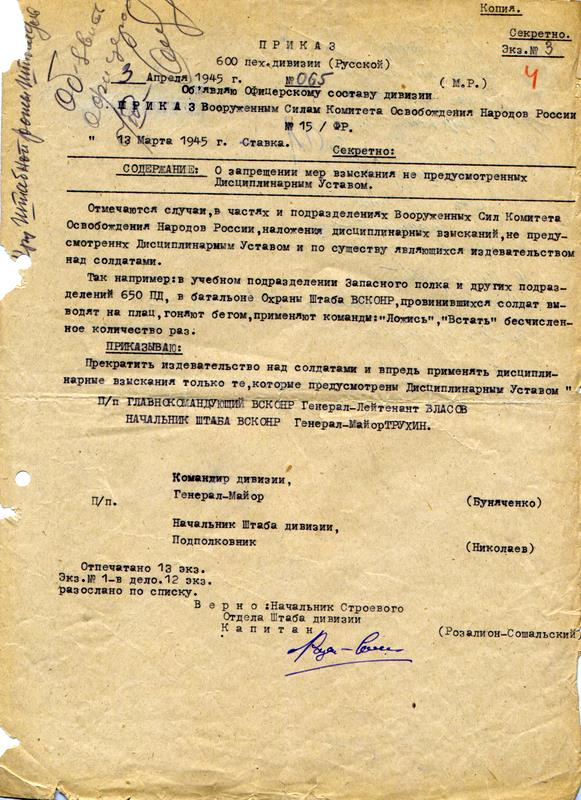
Orden del general Vlásov de prevenir la Dedovshchina en todas las fuerzas relacionadas con el KONR.
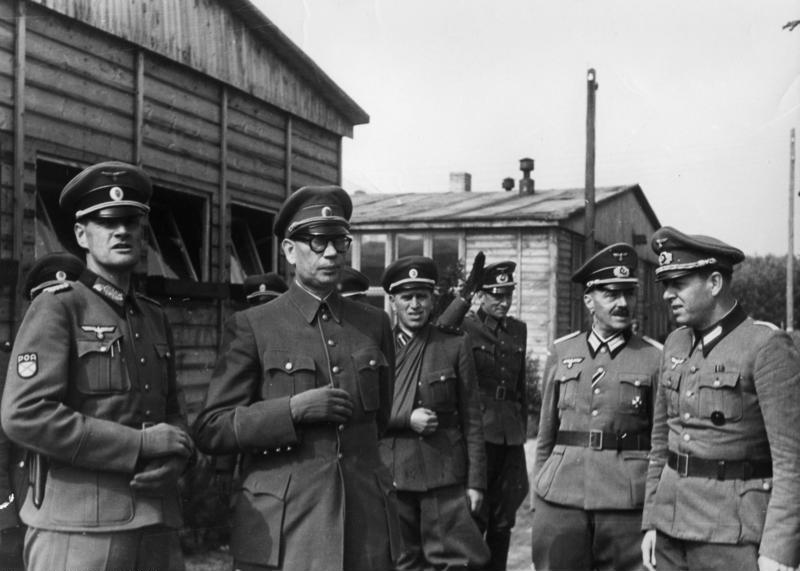
Campo de Dabendorf: el general Vlásov (segundo desde la izquierda), el general Fiódor Trujin (primero desde la izquierda) entre los oficiales alemanes y del ROA, 1944.
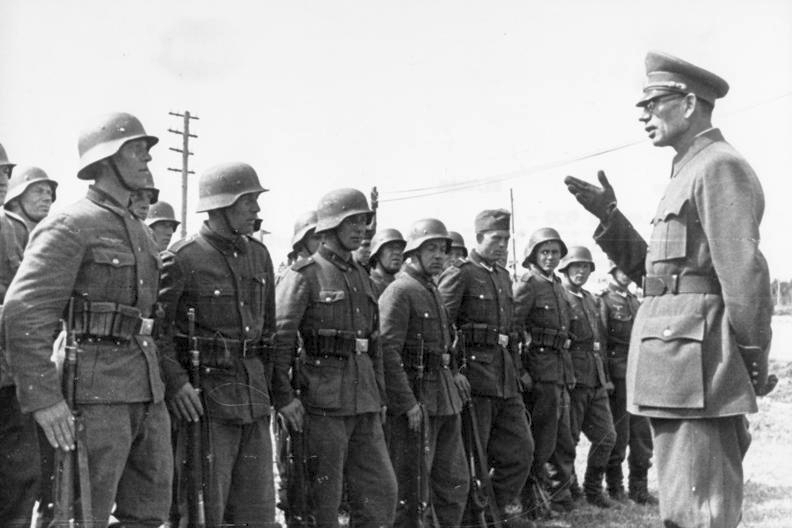
Vlásov inspecciona soldados del ROA, 1944.
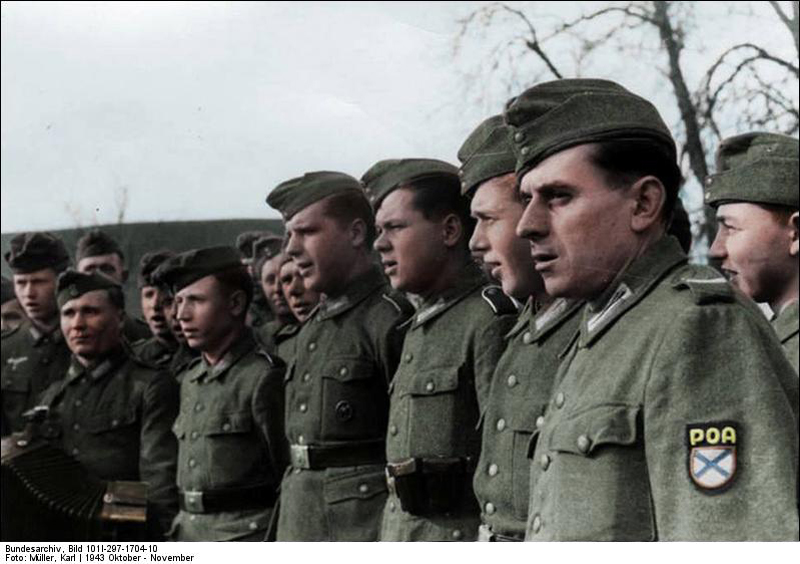
Soldados del ROA en Bélgica o Francia, 1944.